# Eudòxia Angelina
Eudòxia Angelina, en grec medieval Ευδοκία Αγγελίνα, en serbi Evdokija Anđel, que va morir cap al 1211, o una mica després, va ser la reina consort d'Esteve el Primercoronat de Sèrbia, fill d'Esteve Nemanja, des de l'any 1196 fins al 1198. Després va ser l'amant d'Aleix V Ducas, futur emperador de l'Imperi Romà d'Orient. Era filla de l'emperador Aleix III Àngel i d'Eufrosina Ducena.
Eudòxia es va casar en primer lloc amb Esteve Nemanjic, el segon fill d'Esteve Nemanja, governant del principat serbi de Raška. El matrimoni va ser organitzat pel seu oncle, l'emperador Isaac II Àngel, cap al 1186.
El 1195, quan Esteve Nemanja es va retirar a un monestir, el marit d'Eudòxia es va convertir en el sobirà de Raška (i després rei de Sèrbia). Segons els escrits de l'historiador Nicetes Coniata, poc després del juny de 1198, Eudòxia i el seu marit es van barallar, acusant-se l'un a l'altre d'adulteri. A causa d'aquesta disputa, Eudòxia va tornar a la casa del seu pare a Constantinoble.
A Constantinoble, Eudòxia es va convertir en l'amant del futur emperador Aleix V Ducas. Quan els croats de la Quarta Croada van assaltar Constantinoble el 12 d'abril de 1204, ella es va refugiar amb la seva mare i Aleix V a Tràcia, i després, amb el seu pare Aleix III, a Mosinòpolis, ja que la província es s'havia mantingut fidel a l'emperador. Al principi, les relacions entre els dos homes eren cordials, tant que Aleix III va acceptar que Aleix V Ducas es casés amb Eudòxia, però el matrimoni no va durar. Aleix III va considerar a Aleix V com un rival al tron, i després de fer-lo presoner, li va fer treure els ulls. Aleix V va ser capturat i condemnat a mort pels croats.
Va seguir el seu pare en una fugida cap al sud, i Eudòxia es va casar per tercera vegada amb Lleó Esgur, sobirà de Corint, que havia proclamat la seva independència arran dels trastorns de la Quarta Croada. Esgur va concedir la seva protecció al monarca caigut a canvi de rebre la mà de la seva filla. Quan els croats de Bonifaci I de Montferrat van atacar el Peloponès, Lleó Esgur es va haver de retirar i es va trobar assetjat a la ciutadella fortificada d'Acrocorint. Es va suïcidar durant el setge el 1208 saltant pel cingle amb el seu cavall. Eudòxia el va sobreviure i va morir cap al 1211.
Del seu matrimoni amb Esteve Nemanjic, Eudòxia va tenir diversos fills:
- Esteve Radoslav, rei de Sèrbia del 1228 al 1234.
- Comnena Nemanjic.
- Sava II de Sèrbia.[1][2]